# Kwiecień 2003

## 1 kwietnia2003
- Sekretarz obrony USA Donald Rumsfeld stwierdził, że tylko bezwarunkowa kapitulacja Iraku może zakończyć wojnę. Zaprzeczył doniesieniom o prowadzonych z Irakiem negocjacjach.
- Minister zdrowia Marek Balicki podał się do dymisji po tym, jak Leszek Miller powołał na prezesa Narodowego Funduszu Zdrowia Aleksandra Naumana, uprzednio odwołanego ze stanowiska wiceministra przez Balickiego.
- Tragedia w Kopalni „Brzeszcze”. Zginął jeden górnik.

## 2 kwietnia2003
- II wojna w Zatoce Perskiej: Pod Karbalą, 110 km na południe od Bagdadu, rozpoczęła się bitwa między wojskami amerykańskimi i iracką Gwardią Republikańską. Amerykanie rozbili dwie dywizje Gwardii Republikańskiej „Medina” i „Bagdad”.
- Ministrowie Jerzy Hausner i Grzegorz Kołodko przedstawili jednego dnia dwa sprzeczne ze sobą programy gospodarcze.

## 3 kwietnia2003
- II wojna w Zatoce Perskiej: Amerykanie zajęli bagdadzkie lotnisko.

## 5 kwietnia2003
- II wojna w Zatoce Perskiej: Amerykańskie czołgi wjechały na południowe przedmieścia Bagdadu.

## 6 kwietnia2003
- II wojna w Zatoce Perskiej: Wojska amerykańskie przejęły kontrolę nad drogami do Bagdadu, oprócz autostrady nr 2 prowadzącej na północ do Kirkuku.

## 7 kwietnia2003
- II wojna w Zatoce Perskiej: Do centrum Basry wkroczyli żołnierze brytyjscy, kończąc walki o miasto.
- Dwaj polscy dziennikarze Marcin Firlej z TVN 24 i Jacek Kaczmarek z Polskiego Radia zostali zatrzymani przez uzbrojonych Irakijczyków w Al-Hilli na północ od Nadżafu.

## 8 kwietnia2003
- II wojna w Zatoce Perskiej: Amerykański czołg ostrzelał hotel „Palestyna” – siedzibę zagranicznych dziennikarzy w Bagdadzie. Zginął dziennikarz agencji Reuters Taras Prociuk, czterech innych odniosło obrażenia.
- Odnaleziono zaginionych w Iraku polskich dziennikarzy Marcina Firleja i Jacka Kaczmarka, którym udało się zbiec z rąk Irakijczyków.

## 9 kwietnia2003
- II wojna w Zatoce Perskiej: Międzynarodowy Czerwony Krzyż zawiesił czasowo działalność w Bagdadzie z powodu niebezpiecznej sytuacji.
- Wiceprezydent Stanów Zjednoczonych Dick Cheney podziękował polskim żołnierzom za współudział w obaleniu reżimu Saddama Husajna.
- Parlament Europejski w Strasburgu poparł przyjęcie Polski do Unii Europejskiej.

## 10 kwietnia2003
- II wojna w Zatoce Perskiej: Do Kirkuku wkroczyły oddziały Kurdów wspomaganych przez wojska amerykańskie. Władze tureckie zażądały wycofania Kurdów z Kirkuku, obawiając się wzrostu ich aspiracji niepodległościowych.
- Premier RP Leszek Miller oświadczył, iż Stany Zjednoczone zaprosiły Polskę do udziału w konferencji dotyczącej odbudowy Iraku. Prezydent Stanów Zjednoczonych George W. Bush podziękował prezydentowi RP Aleksandrowi Kwaśniewskiemu za udział polskich żołnierzy w operacji zbrojnej w Iraku.

## 11 kwietnia2003
- II wojna w Zatoce Perskiej: Żołnierze amerykańscy wkroczyli do Mosulu. Stany Zjednoczone zaprosiły reprezentantów irackiej opozycji na spotkanie w An-Nasirijji. Amerykański Departament Obrony potwierdził, że Polska została zaproszona na konferencję w An-Nasiriji dotyczącą przyszłości Iraku.
- Sejm uchwalił deklarację w sprawie suwerenności polskiego prawodawstwa w dziedzinie moralności i kultury. Uchwała związana była z debatą przez referendum unijnym.

## 12 kwietnia2003
- II wojna w Zatoce Perskiej: Gen. Mam Rostam z Patriotycznej Unii Kurdystanu oświadczył, iż Kurdowie wycofują się z Kirkuku.

## 13 kwietnia2003
- Podczas próby ucieczki z Iraku do Syrii wpadł w ręce kurdyjskich partyzantów brat przyrodni Saddama Husajna Watban Ibrahim Hassan, wcześniej m.in. minister policji.

## 14 kwietnia2003
- Amerykański sekretarz stanu Colin Powell oświadczył, iż Irakijczycy wybiorą przyszłe władze w demokratycznych wyborach i zapewnił, że Stany Zjednoczone nie osadzą w Bagdadzie marionetkowego przywódcy.
- Zakończenie Human Genome Project. Cała mapa ludzkiego genomu jest znana.

## 15 kwietnia2003
- W amerykańskiej bazie Tallil koło An-Nasirijji odbyła się konferencja w sprawie tworzenia nowych instytucji irackiego państwa oraz ustalenia kryteriów wyboru firm, które wezmą udział w odbudowie Iraku. Uczestniczyło w niej około 70 przywódców irackich reprezentujących różne ugrupowania religijne, plemienne, etniczne i polityczne oraz przedstawiciele krajów koalicji, wśród których był polski dyplomata Ryszard Krystosik. Uczestnicy przyjęli 13-punktowe oświadczenie, iż Irak będzie federacyjnym krajem demokratycznym, kierującym się rządami prawa, rządzonym przez przywódców wybranych w wyborach powszechnych.

## 16 kwietnia2003
- W Atenach podpisano traktat akcesyjny dziesięciu krajów do Unii Europejskiej.
- Sekretarz obrony USA Donald Rumsfeld poinformował, iż zaproponował władzom polskim udział Wojska Polskiego w utrzymaniu porządku i stabilizacji w powojennym Iraku.

## 17 kwietnia2003
- Gotowość do wysłania wojsk w ramach sił stabilizacyjnych zgłosiły Dania, Polska, Litwa, Łotwa i Estonia.

## 18 kwietnia2003
- Polska podpisała kontrakt wartości 3,5 mld dolarów na 48 samolotów wielozadaniowych F-16.

## 23 kwietnia2003
- Około miliona pielgrzymów przybyło do meczetu w Karbali po raz pierwszy od wielu lat. Za rządów Saddama Husajna pielgrzymki szyitów były zakazane.

## 30 kwietnia2003
- Rzecznik prezydenta Stanów Zjednoczonych poinformował, iż Polsce powierzono jedną ze stref okupacyjnych w Iraku.